# ريتش روداس
ريتش روداس (بالإنجليزية: Rich Rodas)‏ هو لاعب كرة قاعدة أمريكي، ولد في 7 نوفمبر 1959 في روزفيل في الولايات المتحدة.

## وصلات خارجية
- ريتش روداس على موقعبيزبول رفرنس.كوم (الدوري الرئيسي) (الإنجليزية)
- ريتش روداس على موقعبيزبول رفرنس.كوم (الدوري الثانوي) (الإنجليزية)